# Experiment de Michelson-Gale-Pearson
L'experiment de Michelson-Gale-Pearson (1925) és una versió modificada de l'experiment de Michelson-Morley i de l'interferòmetre de Sagnac. Va mesurar l'efecte Sagnac a causa de la rotació de la Terra, i per tant posa a prova les teories de la relativitat especial i l'èter luminífer al llarg del marc de referència rotatori de la Terra.

## Experiment
L'objectiu, tal com va ser proposat per primera vegada per Albert A. Michelson el 1904 i després executat el 1925 per Michelson i Henry G. Gale, era esbrinar si la rotació de la Terra té algun efecte sobre la propagació de la llum a prop de la Terra. L'experiment de Michelson-Gale era un interferòmetre anular molt gran (amb un perímetre d'1,9 quilòmetres), prou gran per detectar la velocitat angular de la Terra. Igual que l'experiment original de Michelson-Morley, la versió de Michelson-Gale-Pearson comparava la llum d'una única font (arc de carboni) després de viatjar en dues direccions. El canvi principal va ser substituir els dos "braços" de la versió MM original per dos rectangles, un molt més gran que l'altre. La llum s'enviava als rectangles, es reflectia en miralls a les cantonades i tornava al punt d'inici. La llum que sortia dels dos rectangles es va comparar en una pantalla de la mateixa manera que la llum que tornava dels dos braços en un experiment MM estàndard. El desplaçament esperat de la franja d'acord amb l'èter estacionari i la relativitat especial va ser donat per Michelson com:
{\displaystyle \Delta ={\frac {4A\omega \sin \phi }{\lambda c}}}
on {\displaystyle \Delta } és el desplaçament a les franges, {\displaystyle A} l'àrea de l'anell, {\displaystyle \phi } la latitud del lloc de l'experiment a Clearing, Illinois (41° 46'), {\displaystyle c} la velocitat de la llum, {\displaystyle \omega } la velocitat angular de la Terra, {\displaystyle \lambda } la longitud d'ona efectiva utilitzada. En altres paraules, aquest experiment tenia com a objectiu detectar l'efecte Sagnac a causa de la rotació de la Terra.

## Resultat
El resultat de l'experiment va ser que la velocitat angular de la Terra, mesurada per astronomia, es va confirmar amb una precisió de mesurament inferior a la normal. L'interferòmetre anular de l'experiment de Michelson-Gale no es va calibrar per comparació amb una referència externa (cosa que no va ser possible, perquè la configuració estava fixada a la Terra). A partir del seu disseny es podria deduir on hauria d'estar la franja d'interferència central si hi hagués desplaçament zero. El desplaçament mesurat va ser de 230 parts en 1000, amb una precisió de 5 parts en 1000. El canvi previst era de 237 parts en 1000. Segons Michelson/Gale, l'experiment és compatible tant amb la idea d'un èter estacionari com amb la relativitat especial.
Com ja va assenyalar Michelson el 1904, un resultat positiu en aquests experiments contradiu la hipòtesi de l'arrossegament complet de l'èter, ja que la superfície giratòria de la Terra experimenta un vent d'èter. L'experiment de Michelson-Morley demostra, al contrari, que un hipotètic èter no es podria moure en relació amb la Terra, és a dir, que a mesura que la Terra orbita hauria d'arrossegar l'èter. Aquests dos resultats no són incompatibles per se, però a falta d'un model que els reconciliï, són més ad hoc que l'explicació d'ambdós experiments dins de la relativitat especial. L'experiment és coherent amb la relativitat per la mateixa raó que tots els altres experiments de tipus Sagnac (vegeu efecte Sagnac). És a dir, la rotació és absoluta en la relativitat especial, perquè no hi ha un marc de referència inercial en què tot el dispositiu estigui en repòs durant el procés complet de rotació, per tant, les trajectòries de llum dels dos raigs són diferents en tots aquests marcs, en conseqüència ha de produir-se un resultat positiu. També és possible definir referències rotatives en la relativitat especial (coordenades de Born), però en aquestes referències la velocitat de la llum ja no és constant en àrees extenses, per tant, també en aquest punt de vista s'ha de produir un resultat positiu. Avui dia, els efectes de tipus Sagnac deguts a la rotació de la Terra s'incorporen rutinàriament al GPS.